# Platacanthomys lasiurus
Platacanthomys lasiurus là một loài động vật có vú trong họ Platacanthomyidae, bộ Gặm nhấm. Loài này được Blyth mô tả năm 1859.
Đây là loài đặc hữu Tây Ghats, Ấn Độ.

## Hình ảnh

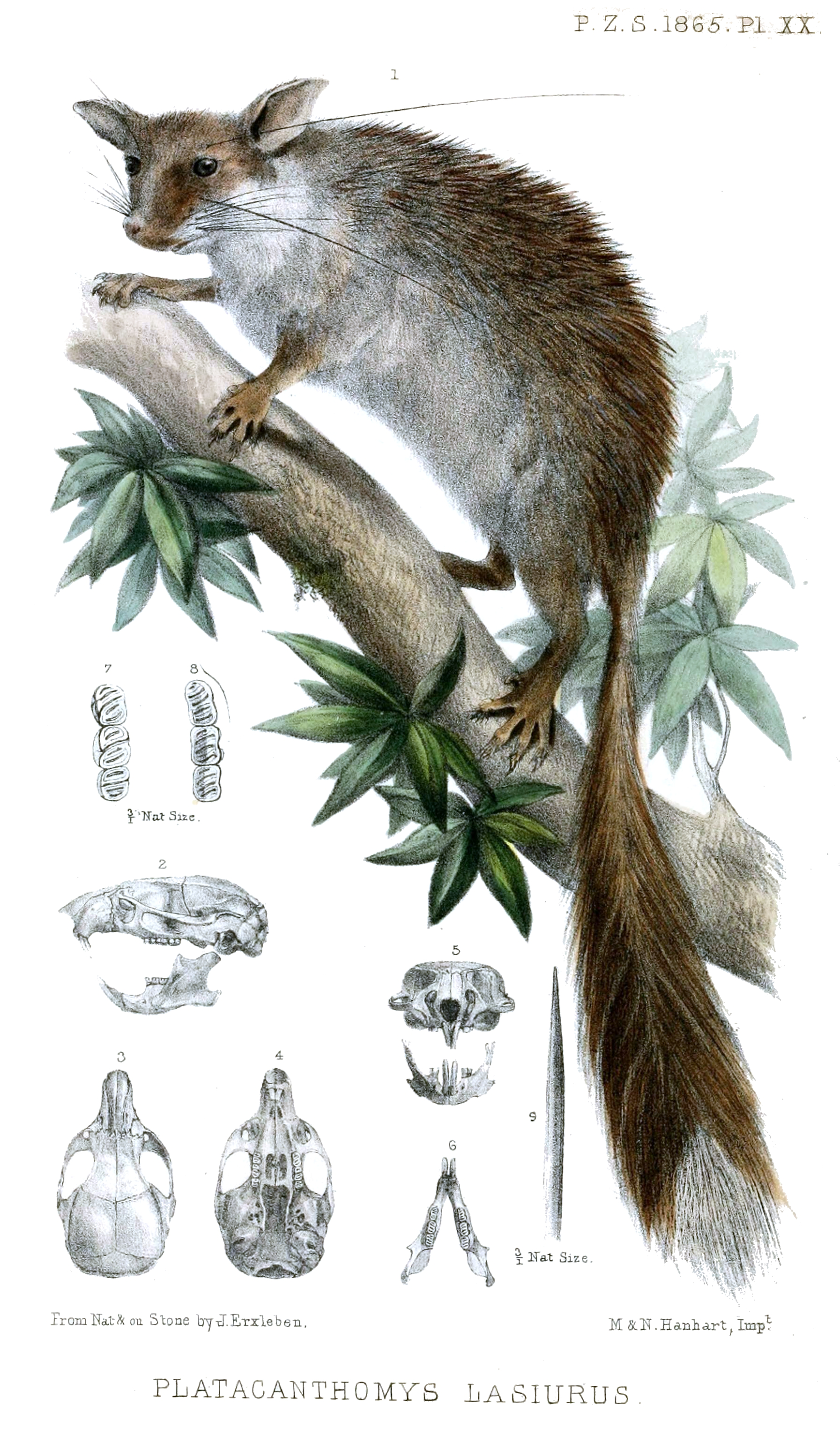
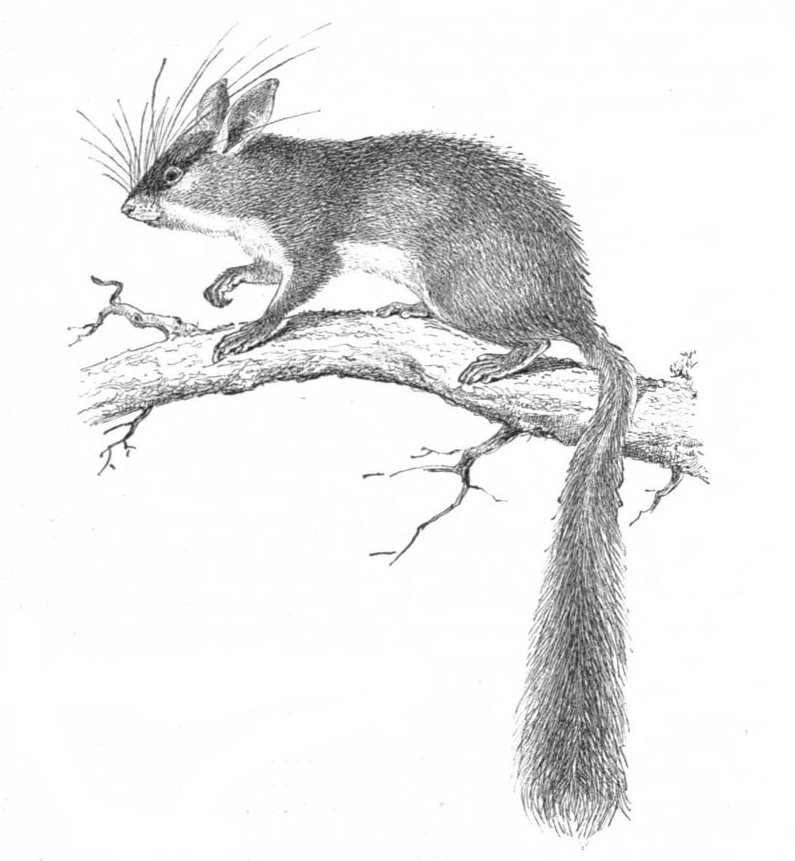
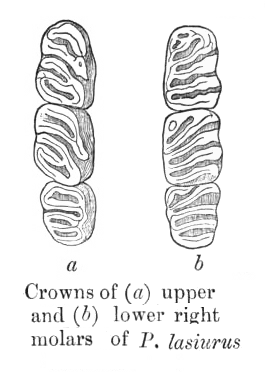